# Geothrix rubra
Geothrix rubra es una especie de bacteria gramnegativa del género Geothrix. Fue descrita en el año 2023. Su etimología hace referencia a rojo. Es anaerobia facultativa y móvil. Catalasa y oxidasa negativas. Tiene un tamaño de 0,2-0,4 μm de ancho por 3,4-4,7 μm de largo. Forma colonias amarillas-rojas en agar R2A suplementado con fumarato. Temperatura de crecimiento entre 20-45 °C, óptima de 25-30 °C. Es sensible al antibiótico vancomicina. Resistente a kanamicina y ampicilina. Tiene un contenido de G+C de 70,1%. Se ha aislado del suelo de un arrozal en Kumamoto, Japón. 